# EG-erkenningsnummer

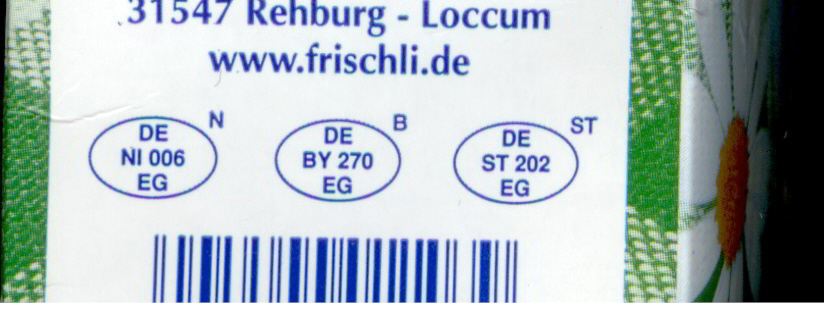
EG-erkenningsnummers op een Duits melkpak

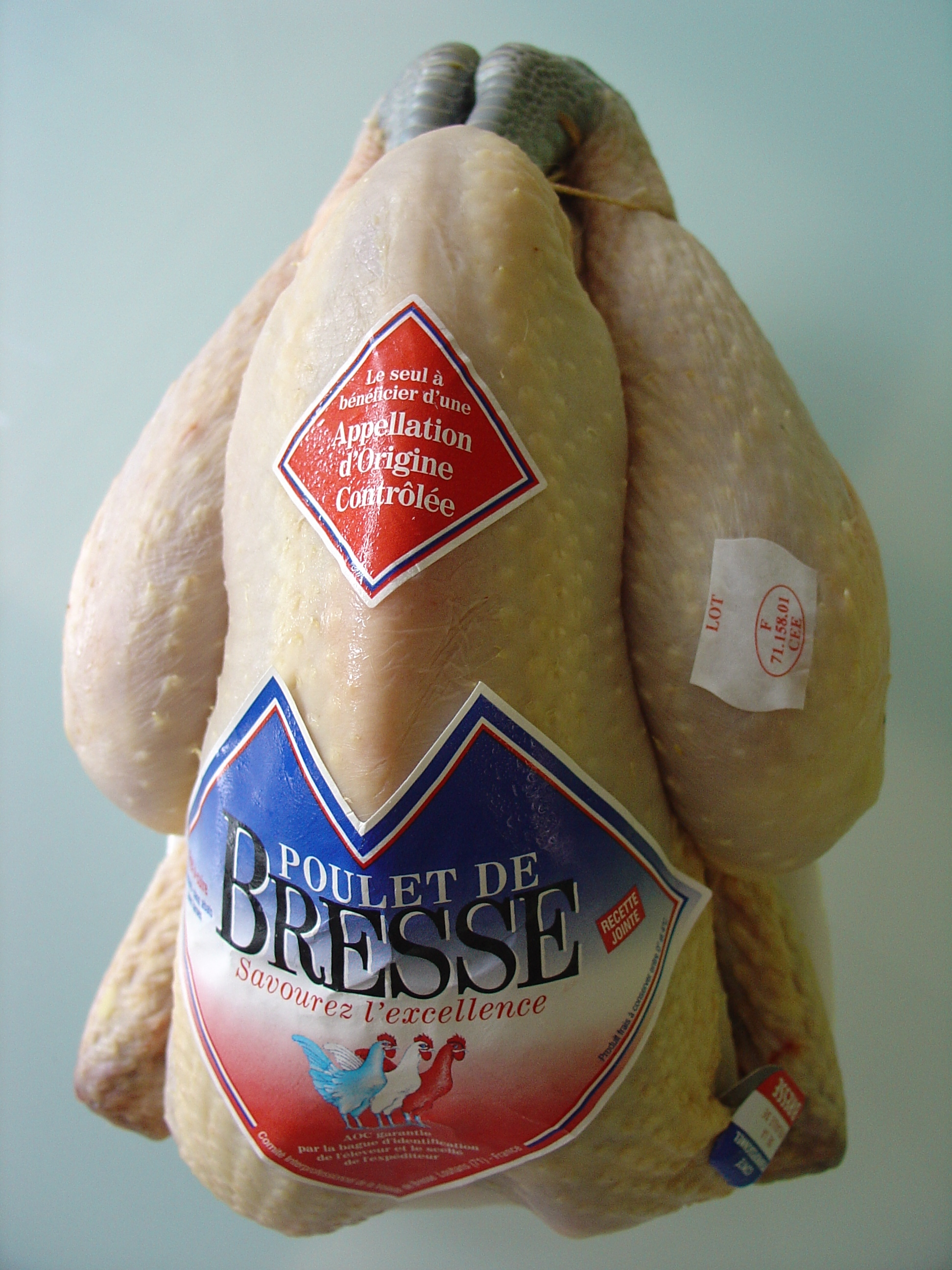
Bresse kip met rechts het erkenningsnummer op een etiket

Het EG-erkenningsnummer is een code die is aangebracht op levensmiddelen van dierlijke oorsprong (bijvoorbeeld zuivel- en vleesproducten).
Het is een verplichting van de Europese Unie in het kader van voedselveiligheid. De code geeft aan bij welk bedrijf het product is geproduceerd en dat dit bedrijf qua hygiëne onder toezicht van de EU staat.
De code bestaat uit een ovaal met daarin:
- De naam, of de landcode van het land waar het product is vervaardigd. De gebruikte landcodes zijn: AT, BE, BG, CY, CZ, DE, DK, EE, ES, EL,  FR, FI, HU, IE, IT, LT, LU, LV, MT, NL, PL, PT, RO, SE, SI, SK, UK.
- Het eigenlijke erkenningsnummer. De opbouw van de code verschilt per EU-lidstaat.
- De letters EG / EEG (verouderd), of een equivalent hiervan in een andere EU-taal.

Het EG-erkenningsnummer geeft niet de oorsprong van de grondstof aan, maar alleen waar het eindproduct is vervaardigd.
Op verpakte voedingsmiddelen wordt het symbool op de verpakking aangebracht. Op kaas bijvoorbeeld wordt een kenmerk aangebracht in de kaaskorst. Op naakt vlees wordt het kenmerk soms met inkt in de huid geslagen.
Deze code wordt gebruikt door overheidsinstanties en de voedingsmiddelenindustrie om de traceerbaarheid en de voedselveiligheid te monitoren. Daarnaast worden deze erkenningsnummers ook vaak door consumenten gebruikt om de werkelijke producent te achterhalen. Op huismerken van supermarkten wordt namelijk alleen de naam van de verkooporganisatie vermeld.